# Piero Strozzi
Piero Strozzi, franciásan Pierre Strozzi  (Firenze, 1511. március 1. – Thionville, 1558. június 21.) firenzei származású itáliai condottiero, Medici Katalin francia királyné unokatestvére, az itáliai háborúk francia szolgálatban álló hadvezére I. Ferenc és II. Henrik királysága idején, 1552-től Franciaország marsallja.

## Családja, származása
A legbefolyásosabb firenzei családok sarja volt. Édesanyja a várost uraló Medici-ház tagja, II. Piero de’ Medici signore (ur. 1492–1494) és Alfonsina Orsini gyermeke, II. Lorenzo de’ Medici (ur. 1516–1519) nővére, Clarice de’ Medici (1489–1528), édesapja pedig a gazdag és nagy hatalmú bankárcsaládhoz tartozó ifjabb Filippo Strozzi (1489–1538), idősebb Filippo Strozzi és második felesége, Salvaggia Gianfigliazzi gyermeke volt. A Strozzi–Medici-frigy 1508-ban köttetett meg. A párnak tíz gyermeke született; az elsőszülött Piero mellett Leone és Lorenzo nevű öccsei tettek szert nagyobb hírnévre – előbbi mint zsoldosvezér, utóbbi mint Albi, Aix-en-Provence és Siena bíboros érseke. Roberto nevű fivérük a Strozzik pénzügyi érdekeltségeit vitte tovább. Velük együtt nevelkedett Clarice unokahúga, II. Lorenzo leánya, az egyéves kora előtt elárvult Catarina de’ Medici (1519–1589) is. Utóbbit a VII. Kelemen néven pápaként uralkodó Giulio de’ Medici (Firenze ura: 1519–1523, pápa: 1523–1534) 1533-ban összeházasította I. Ferenc francia király második fiával, Henrik orléans-i herceggel, ennek pedig nagy szerepe volt abban, hogy a Strozzik később Franciaország szolgálatában futottak be szép karriert.
Piero Strozzi klasszikus neveltetésben részesült, Francesco Zeffi and Marcello Cervini (a későbbi II. Marcell pápa) tanította görögre és latinra. Eredetileg papi pályára szánták, VII. Kelemen jóindulata folytán pedig sokáig úgy tűnt, hogy bíborosi kinevezést fog kapni. 1526 és 1530 között Padova egyetemén tanult.

## A firenzei herceg ellenzékében
1527-ben a sacco di Roma nyomán népfelkelés űzte el Firenzéből a legyőzött VII. Kelemen Medici-házi rokonait, de 1530-ban Alessandro de’ Medici – hivatalosan II. Lorenzo törvénytelen fia, így Piero Strozzi unokatestvére, de jó eséllyel valójában VII. Kelemen gyermeke – vette át a város irányítását. A magát 1532-ben herceggé nyilvánító Alessandro ellenségként tekintett a pápa által pártfogolt Strozzikra. Pierót 1534 márciusában rövid időre börtönbe vetették egy rokonával, amiért állítólag éjjel megtámadták a Luisa nevű nővérét megbecsteleníteni próbáló Giuliano Salviatit. Ezután apjához csatlakozott Franciaországban, majd Rómába mentek, de szeptemberben támogatójuk, VII. Kelemen is meghalt. A gabona árára történő spekulációval megvádolt Strozzik nem tudták megjavítani viszonyukat Alessandro herceggel, hiába próbálta levélben megnyerni magának Piero a firenzei diplomatát, Francesco Vettorit. 1535 májusában Barcelonában próbált a firenzei száműzöttek érdekében felszólalni V. Károly császárnál, mindhiába – az uralkodó még VII. Kelemen életében eljegyezte törvénytelen lányát, Margitot az időközben herceggé vált Alessandróval. A Strozzik vezette száműzöttek Ippolito de’ Medici bíborost – Medici Katalin testvérét – választották képviselőjükké július végén, de ő augusztusban váratlanul meghalt Itriben, útban a császár felé. Halálát mérgezésnek tudták be, és Piero személyesen vallatta ki az elkövetéssel megvádolt Giovanni Andrea da Sansepolcrót, Alessandro herceg szobrászát, eredménytelenül. Károly 1535 végén Nápolyban is elutasító volt ügyükkel szemben. Az 1536 tavaszán Viterbo vidékén tartózkodó Piero leveleiben tehetetlenségéről panaszkodott apjának, majd Franciaországba utazott és I. Ferenc szolgálatába állt.

## Francia szolgálatban

### I. Ferenc háborúiban
Franciaországban, ahol a Strozzik régebb óta jelen voltak bankházaik révén, egy gyalogoskompánia vezetésével bízták meg a piemonti hadjáratban. Guido Rangone gróf alatt szolgálva szerepe volt az V. Károly német-római császár által ostromolt Torino felmentésében a nyolcadik itáliai háború során, novemberben pedig kitüntette magát a Racconiginél vívott harcokban. Ekkor szerezte első harci sérüléseit.  
Alessandro firenzei herceg 1537 elején orgyilkosságnak esett áldozatul távoli rokona, Lorenzino de’ Medici keze által. Ekkor Filippo Strozzi Velencében megállapodott a gyilkossal arról, hogy fia, Piero feleségül veszi annak testvérét, Laudomiát. Piero a hírek hallatán gyorsan Itáliába ment, de súlyos konfliktusba került apjával, miután áprilisban az engedélye nélkül indított diverzáns akciót Sansepolcro ellen – egy ideig úgy tűnt, Filippo kitagadja forrófejű, meggondolatlan fiát. Júniusban végül Piero meggyőzte apját, hogy vonuljon hadba Firenze ellen, de az augusztus 1-jén Montemurlo mellett vívott csata Cosimo de’ Medici győzelmével végződött. Az idősebb Strozzit elfogták, és a hercegi trónt megszerző Cosimo börtönbe vetette. 
Piero maga alig tudott elmenekülni a csatamezőről. A montemurlói kudarc után Velencébe, majd egy váratlan korfui kitérő – és a legendás algíri oszmán kalózvezérrel, Hajreddin Barbarossával tartott találkozó – után Franciaországba települt. Piero 1538 nyarán részt vett az Aigues-Mortes-ban I. Ferenc és V. Károly között tartott találkozón, de sem ő, sem unokatestvére, Medici Katalin nem tudott érdemben közbenjárni Strozzi apjáért. Év végén Filippo Strozzi öngyilkosságot követett el a börtönben, hogy elkerülje a kivégzését. Gyermekei bosszút esküdtek, és a család fejévé váló Piero az elkövetkező években Velence, Róma és Franciaország között ingázott, míg Cosimo herceg diplomatái és kémei folyamatosan megfigyelés alatt tartották az egyik legfőbb ellenségükké vált ifjú arisztokratát. Pályája egyengetését segítette, hogy Medici Katalin férje 1536-ban megszerezte a dauphini (trónörökösi) pozíciót, majd 1547-ben trónra is lépett II. Henrik néven.
1542-ben egy udinei polgár, Beltrame Sacchie vezetésével kalandor akcióban velencei alattvalók foglalták el a friuli tengerparton lévő Marano Lagunare stratégiai fontosságú erősségét, majd a Gradisca d'Isonzóban állomásozó császári erőktől tartva felajánlották a várost Strozzinak, amit az elfogadott és odaküldte egy emberét. A Franciaországtól mindinkább elhidegülő Velencei Köztársaság semmiképp sem akart belesodródni az az évben kitört kilencedik itáliai háborúba, ezért egyfelől harciasan jelezte a császáriaknak, hogy nem tűr beavatkozást, másrészt flottájával leromboltatta Sacchie Lignanóban emelt várát. Strozzi először a franciáknak ajánlotta fel a várost, akik azonban nem mutattak érdeklődést, a Habsburgok pedig támadást fontolgattak. Strozzi végül eladásra ajánlotta Velencének a várost, és azzal fenyegetett, hogy átadja az Oszmán Birodalomnak. A Serenissima végül Antonio Cappello közvetítésével megállapodott a firenzei emigránssal, és 35000 dukátért megvásárolták tőle Maranót.
1543-ban részt vett II. Károly orléans-i herceg sikeres luxemburgi hadjáratában, novemberben pedig kitüntette magát Landrecies védelménél. Ebben az évben azt tervezte, hogy török segítséggel kifosztja Monopoli pugliai városát, hogy ezzel károsítsa meg Pedro Álvarez de Toledo nápolyi alkirályt, a gyűlölt I. Cosimo de' Medici apósát. Egy kém leleplezte a tervezett csapást, így az kudarcot vallott.
A franciák 1544. április 11-én szétverték az Alfonso de Ávalos vezette császári hadakat a ceresolei csatában, ám a hátországot fenyegető Habsburg és angol támadásokra való tekintettel erőik zömét kivonták a még mindig ellenséges uralom alatt álló Lombardiából. Strozzi tízezres zsoldossereget toborzott az Itáliában maradt, Enghien grófja által vezetett francia erők támogatására, ám miközben Mirandola felől Milánóba tartott, Ávalos szétverte erőit a serravallei csatában (június 2.). A kudarcot helyrehozva rövidesen nyolcezer katonát gyűjtött, és elfoglalta a piemonti Albát. Év végén visszatért Párizsba.

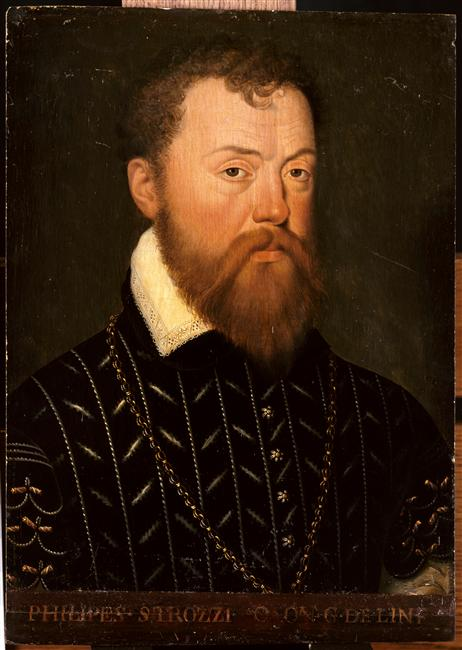
Piero Strozzi portréja

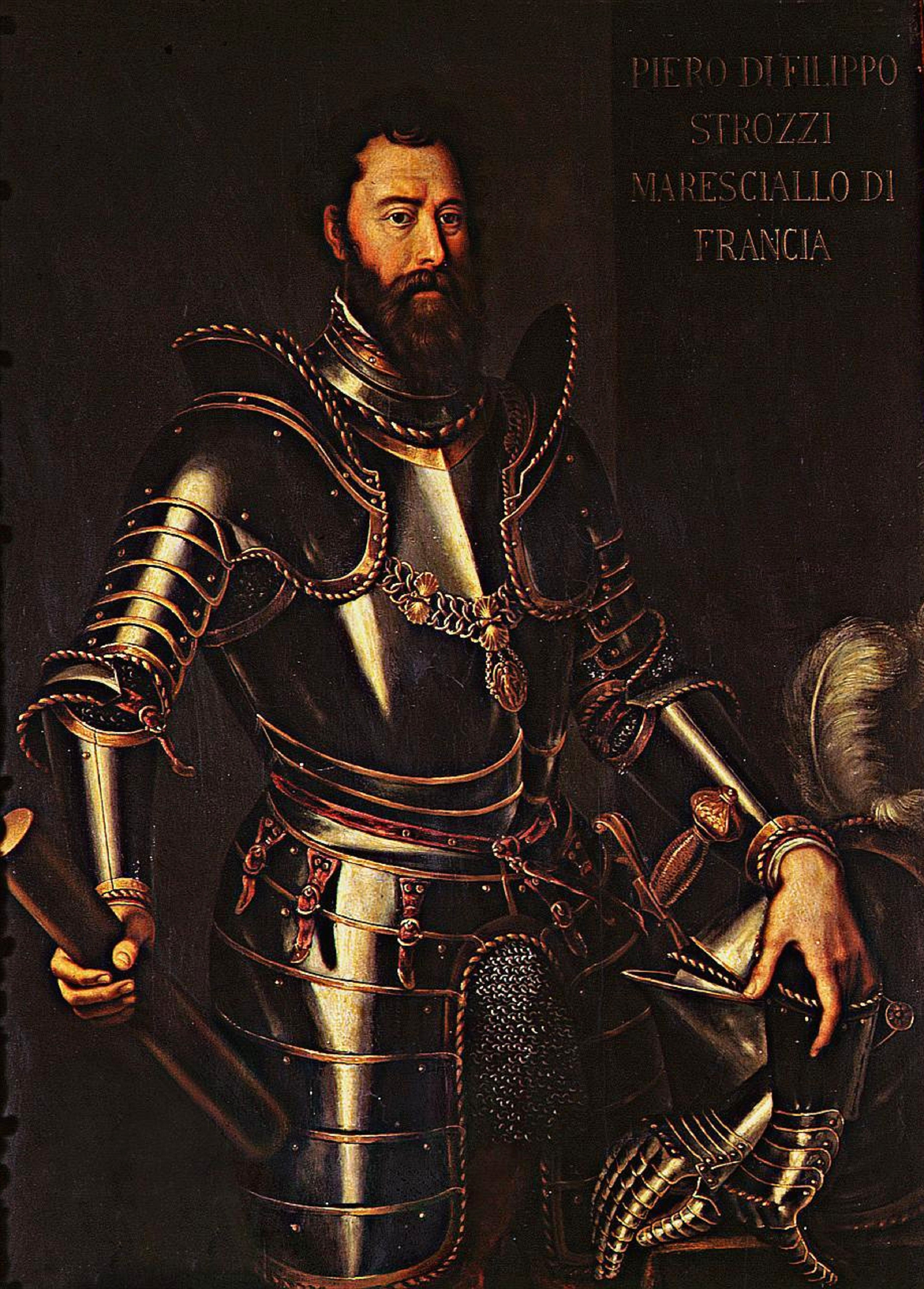
Portréja a Szent Mihály-rend nyakláncával (Palazzo Vecchio)

1545-ben az államügyekben fontos szerepet játszó, ekkor Anglia ellen tengeri hadjáratot indító Claude d'Annebault admirális alatt szolgált a gályaparancsnokká kinevezett fivérével, Leonéval együtt. 1546-ban a schmalkaldeni ligával V. Károly ellen harcoló, protestáns Fülöp hesseni tartománygrófhoz utazott, hogy pénzügyi támogatást vigyen neki.

### II. Henrik idején
1547-ben Medici Katalin Franciaország királynéja lett, tovább erősítve a Strozzik pozícióját. Pierót II. Henrik júliusi koronázásakor a Szent Mihály-rend lovagjává avatták, és rövidesen az itáliai gyalogság parancsnokává nevezték ki. Hamarosan Piemontba vonult, ahol a császár milánói kormányzója, Ferrante Gonzaga sikertelenül próbálta orgyilkossal megöletni. 1548-ban Skóciába küldték, hogy támogatást nyújtson a „durva udvarlás” (rough wooing) néven ismertté vált angol támadássorozat kivédésében. Amikor útnak indult, ismét majdnem merénylet áldozatául esett. Haddington ostroma során lábon lőtték, de ő lábadozás közben hordágyról vezette Leith erődítési munkálatait.
Franciaországba visszatérve részt vett az összeesküvéssel vádolt Gabriele di Saluzzo őrgróf elfogásában, aminek kapcsán konfliktusba került Anne de Montmorency-val, a hatalmas befolyású connétable-lal (főparancsnok). 1551-ben ismét Itáliában harcolt. 1547 szeptemberében Ferrante de Gonzaga, a császár milánói kormányzója meggyilkoltatta a Parmai és Piacenzai Hercegség urát, III. Pál pápa törvénytelen fiát, Pier Luigi Farnesét, és megszállta Piacenza városát. A pápa válaszul megölt fia gyermekét, Ottaviót nyilvánította herceggé, aki 1549-ben Piacenzát is visszaszerezte. A császártól tartva Ottavio 1551-ben szövetkezett II. Henrikkel, ám a szövetséget III. Gyula pápa is rossz szemmel nézte, ezért megfosztotta címeitől és rangjától a unokáját, és Gonzagával együtt támadást indított a birtokai ellen. A Strozzi vezette francia erők 1551 szeptemberében érkeztek Piemontba, amivel visszavonulásra késztették a milánói helytartót, így a pápai csapatokra maradt a hadjárat neheze. A pápai hadak 1551 júliusában kezdték meg Mirandola erődítményének ostromát, amit nemrégiben francia támogatással építették fel kifejezetten modern elvek mentén, lehetővé téve a tüzérség számára az ostromlók hatékony támadását (ld. olaszbástya). A támadók négy erődöt emeltek a város körül, de parancsnokaik (Camillo Orsini és Alessandro Vitelli, valamint a pápa unokaöccse, Giovanni Battista del Monte) széthúzása nem tette lehetővé a hatékony harcot, míg Strozzi és a város ura, II. Ludovico Pico della Mirandola kitartó védekezése súlyos veszteségeket okozott nekik. Az ostrom 1552-ben, del Monte halálakor a pápai erők elvonulásával ért véget.
Ugyanebben az évben kitört a X. itáliai háború. Ennek során Strozzi Guise hercege oldalán részt vett Metz sikeres védelmében a császári erők ellenében, ami hozzájárult ahhoz, hogy megbékéljen Montmorency-val, és támogatást kapjon egy itáliai expedícióhoz. II. Henrik király 1553-ban őt bízta meg a spanyol helyőrségét elűző Siena védelmével. A városba érve súlyos konfliktusba került Ippolito d'Este bíborossal, aki addig a franciák kormányzójaként tevékenykedett, de Strozzi szerint titokban együttműködött Cosimo firenzei herceggel. Feladatát eltökélten végezte, noha hiába várt felmentő erőkre a túlerőben lévő spanyol–firenzei ostromlók ellenében. Az ostrom közepette elrendelte a „haszontalan szájak” elűzését, hogy így takarékoskodjon az élelemmel, ez viszont számos ártatlan civil (főként gyerekek, betegek, öregek, nők) halálához vezetett. Strozzi győzelmet aratott Rudolf Raglion és Ascanio della Corgna felett, de az utánpótlás elmaradása, valamint Leone nevű fivére váratlan halála nyomán az 1554. augusztus 2-án vívott marcianói csata során vereséget szenvedett a firenzei uralkodócsaláddal csak névrokonságban álló Gian Giacomo Medici marignanói őrgróf császári hadaitól, és súlyosan meg is sérült. Az időközben marsalli kinevezést kapó Strozzi a vereségét apologetikus írásban igyekezett magyarázni „Piero Strozzi indítékai a sienai háború igazolására” címmel (Ragioni di Piero Strozzi per sua discolpa della guerra di Siena). 1555-ben hiába próbálta befolyásolni a hajdani tanítómesterét II.  Marcell néven megválasztó konklávé eredményét, és nyáron Porto Ercole kikötőjét is elvesztette. Marseille-be visszatértve a királyi főhivatalnokok felelősségre vonták kudarcáért, mire hivatalos megbízás nélkül visszatért Rómába. Itt IV. Pál pápa udvarában kedvező fogadtatásban részesült, köszönhetően Carlo Carafa bíboros, a pápa unokaöccse közbenjárásának, aki korábban Sienában együtt harcolt Strozzival.
1557-ben, a XI. itáliai háború idején ő volt az V. Károly fia, II. Fülöp király vezette spanyolokkal háborúzó pápa védelmére küldött francia sereg főparancsnoka, amely minőségben visszafoglalta Ostia városát a spanyoloktól, és felmentette az ostromlott Rómát. Az augusztusban Saint-Quentinnél elszenvedett vereség nyomán II. Henrik Itália kiürítésére adott parancsot, Strozzi ekkor tért vissza Franciaországba. Itt 1558 januárjában kitűnt Calais bevételekor, majd Guise alatt részt vett Thionville ostromában. Miközben elindult felderíteni egy tüzérségi üteget, halálos arkebúz-muskétalövés érte. Birtokán, Épernay-ben temették el; sírköve az ottani Miasszonyunk-templomban látható.

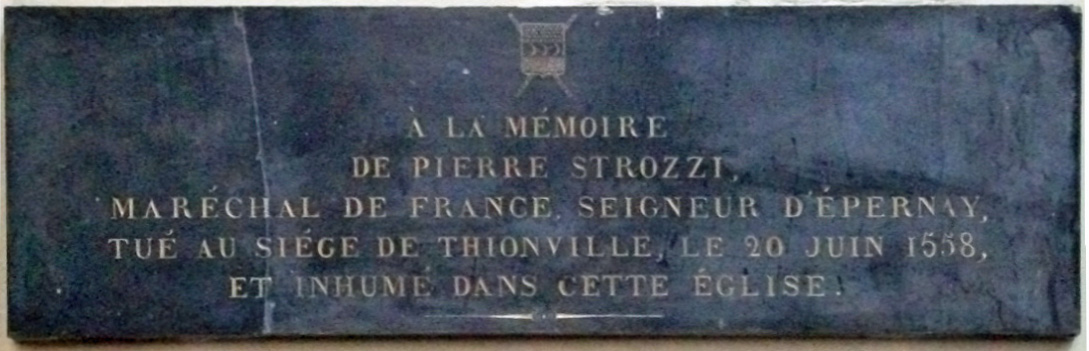
Sírköve

## Házassága, családja
Piero Strozzi 1539-ben, Velencében házasodott össze Laudomia de’ Medicivel (1518–1560), a Medici-család Popolano-ágához tartozó ifjabb Pierfrancesco de’ Medici (1487–1525) és felesége, Maria Soderini lányával. Laudomia fivére, Lorenzino (1514–1548) gyilkolta meg 1537 januárjában Alessandro firenzei herceget. Lorenzino a gyilkosság után testvéreivel együtt Bolognába, majd Velencébe ment, ahol felkereste Filippo Strozzit, a firenzei emigránsok vezetőjét. Szövetségük eredménye kettős házasság lett Strozzi két fia és Lorenzino két leánytestvére között: Laudomiát Piero Strozzi, Maddalenát pedig Roberto Strozzi vette feleségül. (A Strozzikhoz hasonlóan Lorenzino de’ Medici és öccse, Giuliano di Pierfrancesco de’ Medici szintén Franciaországban folytatta pályáját: előbbi diplomataként, utóbbi főpapként.)
Két gyermekük született:
- Philippe Strozzi (1541–1582), Épernay és Bressuire ura; részt vett apja utolsó hadjárataiban, majd gyalogsági tábornok, végül admirális lett;
- Clarice Strozzi (megh. 1567-ben), 1558-tól I. Honoré de Savoie (1538–1572), sommarivai és tende-i gróf, Provence kormányzójának felesége.

## Emlékezete, hagyatéka
A történeti emlékezetben vakmerő, de balszerencsés hadvezérként marad fenn emléke, erről később több irodalmi alkotás is született Itáliában. Antonio Brucioli említi a Lélekről című filozófiai dialógusaiban (1537), Anton Francesco Doni pedig Mondi című műve ajánlásában (1552). Piero Aretino leveleiben számos alkalommal előfordul a neve. Horoszkópját Luca Gaurico publikálta 1552-ben.
Egyes kortárs források (pl. Giovanni Girolamo de' Rossi paviai püspök) szerint vallásellenes volt, később egyesek ateistának tartották. Jelentős műgyűjteménye volt, többek között érmékből, antikvitásokból és könyvekből; ez halála után részben Medici Katalin birtokába került, részben szétszóródott. Egyik legértékesebb darabja Caesar Kommentárjainak általa összeállított és kommentált, görög nyelvű változata volt, amit 1606-ban jelentettek meg nyomtatásban, Frankfurtban.

## Fordítás
- Ez a szócikk részben vagy egészben  a   Pierre Strozzi című francia Wikipédia-szócikk ezen változatának fordításán alapul.  Az eredeti cikk szerkesztőit annak laptörténete sorolja fel. Ez a jelzés csupán a megfogalmazás eredetét és a szerzői jogokat jelzi, nem szolgál a cikkben szereplő információk forrásmegjelöléseként.
- Ez a szócikk részben vagy egészben  a   Piero Strozzi című olasz Wikipédia-szócikk ezen változatának fordításán alapul.  Az eredeti cikk szerkesztőit annak laptörténete sorolja fel. Ez a jelzés csupán a megfogalmazás eredetét és a szerzői jogokat jelzi, nem szolgál a cikkben szereplő információk forrásmegjelöléseként.

## Forrás
Simonetta, Marcello. STROZZI, Piero, Dizionario Biografico degli Italiani 94. Istituto della Enciclopedia Italiana (2019). Hozzáférés ideje: 2023. március 15.